# Ochodaeus quadridentatus
Ochodaeus quadridentatus är en skalbaggsart som beskrevs av Clarke H. Scholtz och Evans 1987. Ochodaeus quadridentatus ingår i släktet Ochodaeus och familjen Ochodaeidae. Inga underarter finns listade i Catalogue of Life.